# Dimonios
Dimonios (Diables en sard) és l'himne de la Brigada Sàsser, una brigada mecanitzada de l'Exèrcit italià (arma de terra), amb base a Sàsser, molt cèlebre per la seva participació en els fets d'armes de la Primera Guerra Mundial — fou la brigada més condecorada des de la seva creació el 1915. Els seus militars rebien el sobrenom de Diavoli rossi. Alguns grups nacionalistes l'adoptaren també com a himne, ja que els membres fundadors del Partit Sard d'Acció foren membres de la Brigada.

## Lletra
La lletra i la música són del seu capità -després tinent coronel- Luciano Sechi (1994).
China su fronte (Inclina el front)
si ses sezzidu pesa! (si ets assegut, alça't !)
ch'es passende (que està passant)
sa Brigata tattaresa (la Brigada Sasseresa)
boh ! boh !
e cun sa mannu sinna (amb aquesta ma senya)
sa mezzus gioventude (la millor joventut)
de Saldigna. (de Sardenya)
Semus istiga (Som els descendents)
de cudd'antica zente (d'aquest poble antic)
ch'à s'innimigu (que a l'enemic)
frimmaiat su coro (ferma el cor)
boh ! boh !
es nostra oe s'insigna (és nostra la seva insígnia)
pro s'onore de s'Italia (per l'honor d'Itàlia)
e de Saldigna. (i de la Sardenya)
Da sa trincea (Des de la trinxera)
finas' a sa Croazia (fins a Croàcia)
sos "Tattarinos" (els "Sassarins")
han'iscrittu s'istoria (han escrit la història)
boh ! boh !
sighimos cuss'olmina (seguim llurs petjades)
onorende cudd'erenzia (honorant aquesta herència)
tattarina. (sasseresa)
Ruiu su coro (roig el cor)
e s'animu che lizzu (i l'ànima com el lis)
cussos colores (són els nostres colors)
adornant s'istendarde (qui ornen l'estendard)
boh ! boh !
e fortes che nuraghe (i forts com els nurag)
a s'attenta pro mantenere (plegats amatents a mantenir)
sa paghe. (la pau)
Sa fide nostra (La nostra fidelitat)
no la pagat dinari (no es paga en diners)
aioh! dimonios! (interjecció sarda típica, diables!)
avanti forza paris. (endavant, força plegats).